# Half-Life: Opposing Force
A Half-Life: Opposing Force (stilizálva Hλlf-Life: Opposing Force) a Half-Life first-person shooter videójátékhoz készített kiegészítőcsomag. A szoftvert a Gearbox Software fejlesztette, a Valve Software adta ki 1999 novemberében.
Először 1999 áprilisában jelentette be Randy Pitchford a Gearbox részéről, hogy fejlesztői stúdiójuk részére adta át a Valve egy kiegészítő készítését, hogy ők a jövőbeli projektekre koncentrálhassanak. A fejlesztés során a csapat számos külsőst bevont a munkavégzésbe, akiknek már volt tapasztalatuk a fejlesztés terén.
Az Opposing Force ugyanazon a helyszínen és ugyanabban az időben játszódik, mint az eredeti Half-Life, azonban ezúttal egy katona, Adrian Shephard a főszereplő. Őt és társait azért küldték a helyszínre, hogy egy balul sikerült kísérlet következményeit felszámolják: verjék vissza az idegen inváziót és likvidálják a túl sokat tudó tudósokat és biztonsági őröket. Csakhogy a katonaság nem bír a túlerővel, és Shephard érkezése idejére a kiélezett harcok már a vége felé járnak - miközben megindul az evakuáció, egy új idegen faj is kihasználja a helyzetet, és a dolgok minél gyorsabb lerendezése érdekében egy különleges fekete ruhás osztag is érkezik, hogy minden szemtanút likvidáljanak.
A kiegészítő nagy siker lett, még úgy is, hogy az alapjáték megléte szükséges volt az elindításához. 2005-ben az elsők között került fel a Steam online játékáruházába.

## Játékmenet
Mint a Half-Life kiegészítője, nem sokban különbözik az alapjátéktól. Egy első személyű nézetű akciójáték (FPS), melyben célunk átjutni különféle pályákon, likvidálni az ellenségeket, illetve alkalmanként kisebb fejtörőket megoldani a továbbjutás érdekében. A narratíva az alapjátékhoz hasonló: gyakorlatilag végig a főhős nézőpontjából látjuk az eseményeket, aki egy szót sem szól, a vele kommunikáló karakterek azonban úgy szólnak hozzá, mintha beszélgetnének. A történések valós időben történnek, az akkoriban népszerűbbnek számító animált jelenetekkel ellentétben. A játék több, egymás után egybefüggően következő pályából áll, melyek néhány helyen szekciókra vannak osztva, ezek között tölti be a játék az adott pályarészt. Az egyjátékos mód mellett többjátékos módot is kapott a kiegészítő, melyben az igazi újdonság a "capture the flag" játékmód volt.
A legtöbb harcot egyedül kell megvívnunk, kivételt képez ez alól, amikor a segítségünkre sietnek különféle nem játékos karakterek (NPC). Az elődben már láthattuk, hogy a biztonsági őrök és a tudósok készségesen segítenek nekünk, ha valahol elakadnánk, az igazi újítás az, hogy katonatársainkat is magunkkal vihetjük. Belőlük háromféle van: a szimpla katona tűzerejével segít, a szanitéc visszaadja az elvesztett életerőnket, a lángvágós pedig bezártnak tűnő ajtókon tud minket keresztüljuttatni.
Az ellenségek részben megegyeznek az előző epizódban látottakkal, a Gearbox melléjük hozta be a Race X névre hallgató idegen fajt, akiknek semmi közük a Half-Life Xenről származó lényeihez - ők pusztán haszonélvezői a dimenzióhasadásnak. Az emberi ellenségek palettája is bővült a fekete ruhás különleges osztaggal, akik mindenre (így ránk is) vadásznak, és feladatuk a sikertelen katonai akció után megsemmisíteni a bázist. Új fegyvereket is kapunk a régiek mellé: a csőkulcs, a harci kés, a Desert Eagle pisztoly mellé mesterlövészpuska, teleportgép és gépágyú is került, valamint fegyverként használható idegen lények.

## Cselekmény
Az Opposing Force is az új-mexikói Black Mesa Kutatóközpontban játszódik, a Half-Life történéseivel egyidőben. Az előző epizódban egy tudós, Gordon Freeman, egy balul sikerült kísérlet következményeként megnyitott egy interdimenzionális kaput, melyen keresztül a Xen világából származó idegen lények özönlötték el a létesítmény területét. Freeman küldetése az volt, hogy segítséget hívjon és állítsa meg az inváziót - s ennek érdekében még a Xenre is elutazott. Az Opposing Force főhőse ezzel szemben az Egyesült Államok tengerészgyalogságának különleges osztagához (HECU) tartozó tizedes, Adrian Shephard. Őt és társait éppen azért küldték, hogy verjék vissza az idegenek támadását és likvidálják a túlélőket. A játék kezdetén egy V-22 Osprey csapatszállítóval tartanak a katonák Black Mesa felé, akiknek fogalmuk sincs róla, merre és miért tartanak, teljes a hírzárlat. Leszállásukat megelőzően, éppen az eligazítás közben egy idegen gép támad rájuk, minek következtében lezuhannak. Black Mesa orvosi részlegén tér magához Shepard, ahol a tudósok ellátták sérüléseit. Mivel elvesztette társait, próbálja őket felkutatni, ám azzal szembesül, hogy az idegen invázió szép lassan felmorzsolja az emberi ellenállást. Shephard végül rálel pár katonára, akiktől megtudja, hogy az evakuálás már folyamatban van. Ő maga is a találkozási pontra megy, ahol viszont egy furcsa, aktatáskás-öltönyös alak (G-Man) megakadályozza, hogy elérje a csapatszállítót.
Más választása nem lévén továbbhalad, ahol újabb katonákkal találkozik, akik azt mondják neki, hogy Black Mesa központja közelében, a Lambda Komplexumnál van egy újabb találkozási pont. Odaútjuk során rejtélyes, fekete ruhás alakok ütnek rajtuk - a fekete ruhás különleges osztag, akik minden és mindenki likvidálásával akarják megoldani a problémát. Shephard átverekszi magát rajtuk, és végül elér a Lambda Komplexumba. Ott még éppen látja, ahogy Gordon Freeman elteleportál a Xenre, ő maga pedig szintén kénytelen egy teleportgömbbe lépni szorult helyzetében. Shephard a Xenen tett rövid látogatását követően a bázis átellenes részén köt ki, ahol egy új faj, a Race X indított inváziót, s ennek érdekében mindenkit megtámadnak. A fekete ruhásokkal vívott küzdelmük során a kutatóközpont komoly sérüléseket szenved. A romok közt újabb társakkal találkozik, akikkel próbálnak átjutni a harctéren egy újabb evakuálási pontig. Csakhamar kiderül számára, hogy a remény elveszett: itt nem lesz több evakuálás, a fekete ruhások egy taktikai atomtöltettel fel akarják robbantani az egész bázist. Bár Shephard hatástalanítja azt, G-Man utóbb mégis visszakapcsolja. A kiélezett küzdelem során megtudja, hogy valami nagyon nagy készül átjönni a mi világunkba a bázis egyik pincéjében, amely egyben a kiút is lehetne.
Shephard rá is lel a Race X fajából származó óriási lényre, amelyet visszaűz a saját dimenziójába, és egyúttal bezárja az ő inváziójukat okozó dimenziókaput is. Hiába győz, G-Man kiteleportálja őt térből és időből, és közli vele, hogy egyelőre egy olyan helyre kerül, ahol nem mondhatja el senkinek, amiket látott, de bántódása sem esik.